# Nippur Sulcus
Il Nippur Sulcus è una struttura geologica della superficie di Ganimede.